# Christopher Latham Sholes
Christopher Latham Sholes sinh ngày 14 tháng 02/1819 tại Pennsylvania, mất ngày 17 tháng 2 năm 1890 tại Wisconsin. Ông là một nhà phát minh người Mỹ, đã phát minh ra máy đánh chữ phiên bản cận đại (1867) bàn phím QWERTY mà chúng ta hiện vẫn đang sử dụng. Ngoài ra, ông còn là một nhà báo, một chính trị gia của vùng Wisconsin.

## Cuộc đời
Christopher Latham Sholes sinh ngày 14/02/1819, tại Pennsylvania.  
Ông đã học được nghề in khi theo phụ việc suốt 4 năm trời cho một tờ báo gần nơi ông ở, tuy nhiên sau đó ông cùng cha mẹ ông chuyển lên Wisconsin sinh sống. 
Thời gian sau ông tham gia vào các hoạt động trong ngành in và cuối cùng chuyển sang làm công việc ấn loát cho các tập san thuộc cơ quan lập pháp ở Wisconsin. Thời gian này ông bắt đầu có những mối quan hệ với các chính trị gia và việc này có ảnh hưởng lớn đến sự nghiệp của ông sau này. Ông bắt đầu chuyển sang làm báo và cuối cùng tham gia vào các hoạt động chính trị. Ông làm công tác biên tập cho nhiều tờ báo, có thời gian ông trở thành giám đốc bưu điện tỉnh và đã trúng cử suốt 3 nhiệm kỳ tại cơ quan lập pháp. 
Vào đầu những năm 1860, ông được bổ nhiệm làm việc bên ngành hải quan tại cửa khẩu Milwaukee. Công việc mới này cho phép ông có thời gian rảnh rỗi để theo đuổi một đam mê – phát minh, và ông đã dành rất nhiều thời gian để theo đuổi đam mê của mình. Với sự giúp đỡ của hai người bạn (S. Soule và C. Glidden), ông đã mất vài năm để chế tạo ra một loại máy dùng cho việc đánh số trang của một quyển sách. Ông và những người bạn của mình nhận thấy máy đánh số trang có thể đánh chữ lên mặt giấy.
Ý tưởng được dựa trên nguyên tắc in chữ di động của Gutenberg, được coi là phát minh quan trọng nhất trong lịch sử các phương tiện thông tin đại chúng. Nó có nhiều điểm đặc biệt như giấy được đặt vào một trục tròn cao su có dây mực, với lõi quấn dây đảo chiều dùng cho băng mực và tay kéo có thể chuyển động được.Sau 5 năm kể từ khi có mẫu giống đàn Piano, nhà phát minh Christopher Latham Sholes với sự trợ giúp của hai đối tác đã hoàn thiện chiếc máy chữ của mình năm 1867 với quy chuẩn bàn phím QWERTY, vẫn được sử dụng rộng rãi đến ngày nay. Vào năm 1868, ông được nhận bằng phát minh sáng chế cho việc phát minh ra máy đánh chữ vào ngày 23/6/1868 (số 79,265). Ông đã mất 5 năm trời cho những nỗ lực quảng bá về phát minh của mình nhưng không thành công. Vào ngày 01/03/1872, ông bán bản quyền cho Công ty Remington Arms và kiếm được 12.000$. Công ty này tìm cách hoàn thiện mẫu mã và đã tung ra thị trường loại máy đánh chữ mang thương hiệu Remington rất thành công.

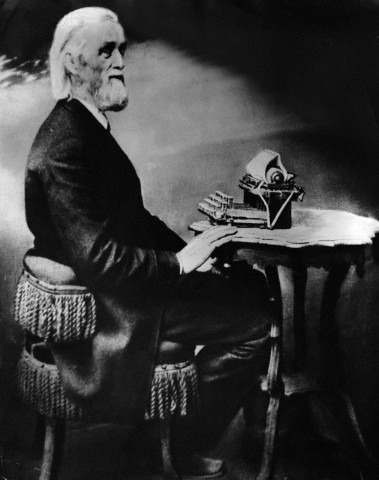
Christopher Latham Sholes bên chiếc máy in.

Ông mất vào ngày 17 tháng 2 năm 1890 sau 9 năm chiến đấu chống lại bệnh lao. Ông được chôn tại nghĩa trang Forest Home ở Milwaukee, Wisconsin.